# ران راندل
ران راندل (انگلیسی: Ron Randell; ۸ اکتبر ۱۹۱۸ – ۱۱ ژوئن ۲۰۰۵) بازیگر تئاتر، بازیگر تلویزیون، و بازیگر سینما اهل استرالیا بود. وی بین سال‌های ۱۹۳۷ تا ۱۹۹۵ میلادی فعالیت می‌کرد.
از فیلم‌ها یا برنامه‌های تلویزیونی که وی در آن نقش داشته‌است می‌توان به شاهنشاه، داشتن و نداشتن، و اقیانوسیه اشاره کرد.